# Alfred A. Burnham
Alfred Avery Burnham, född 8 mars 1819, död 11 april 1879, var en amerikansk politiker, viceguvernör i Connecticut och ledamot av USA:s representanthus.

## Barndom och uppväxt
Burnham föddes i Windham, Connecticut. Han gick en studieförberedande kurs och gick på college i ett år, innan han började studera juridik. Han antogs till advokatsamfundet 1843 och började arbeta som advokat i Windham.

## Politisk karriär
Burnham var ledamot av Connecticuts representanthus 1844, 1845, 1850 och 1858, och var talman 1858. Han var tjänsteman vid Connecticuts senat 1847 och valdes till viceguvernör 1857. Han var viceguvernör i en mandatperiod, från den 6 maj 1857 till den 5 maj 1858. Under samma tid var Alexander H. Holley guvernör. De var de första republikanerna på dessa poster i Connecticut, men efterträddes sedan av sina partikamrater William A. Buckingham som guvernör och Julius Catlin som viceguvernör. På den tiden var mandatperioderna för guvernör och viceguvernör ettåriga i Connecticut. 
Burnham valdes för Republikanerna till USA:s representanthus i valet 1858. Han tjänstgjorde i två mandatperioder, från den 4 mars 1859 till den 3 mars 1863. Han kandiderade inte till återval 1862.
Han var åter ledamot av Connecticuts representanthus 1870, även då som talman.
Han avled i Windham, Connecticut, den 11 april 1879. Han begravdes på Windham Cemetery, Windham Center, Connecticut.